# Chiara Masini Luccetti
Chiara Masini Luccetti (Calenzano, 26 de marzo de 1993) es una deportista italiana que compitió en natación, especialista en el estilo libre.
Ganó una medalla de plata en el Campeonato Mundial de Natación de 2015 y una medalla de oro en el Campeonato Europeo de Natación de 2014, en la prueba de 4 × 200 m libre.

## Palmarés internacional
| Campeonato Mundial | Campeonato Mundial | Campeonato Mundial | Campeonato Mundial |
| Año                | Lugar              | Medalla            | Prueba             |
| ------------------ | ------------------ | ------------------ | ------------------ |
| 2015               | Kazán (Rusia)      | Medalla de plata   | 4 × 200 m libre    |
| Campeonato Europeo |                    |                    |                    |
| Año                | Lugar              | Medalla            | Prueba             |
| 2014               | Berlín (Alemania)  | Medalla de oro     | 4 × 200 m libre    |